# 重力米制
重力米制是一个不同于国际单位制的非标准单位制，以长度、时间和力为基本物理量，单位分别是米、秒和千克力。

## 单位

### 力
重力米制中力的单位是千克力（英語：kilopond, kilogram force，kp，kgf）
{\displaystyle 1kp=1kgf=1kg\cdot g_{n}=9.80665kg\cdot m/s^{2}}

### 质量
质量的单位为hyl。{\displaystyle 1hyl}是指“受到{\displaystyle 1kgf}力时，加速度为{\displaystyle 1m/s^{2}}的物体”的质量。
{\displaystyle 1hyl=9.80665kg}

### 压强
压强的单位为工程大气压（at）。{\displaystyle 1kgf}的力作用于{\displaystyle 1cm^{2}}面积时，其产生的压强为1at。
{\displaystyle 1at=1kgf/cm^{2}=98066.5kg/(m\cdot s^{2})=98066.5Pa=98.0665kPa}